# Hisako Furuno
Hisako Furuno (古野久子?, Furuno Hisako; 25 agosto 1952) è un'ex cestista giapponese.

## Carriera
Con il Giappone ha disputato i Campionati mondiali del 1975.